# Miguel Ángel Cobián
Miguel Ángel Cobián (Buenos Aires; 13 de agosto de 1947-5 de abril de 2023) fue un futbolista argentino que jugaba como delantero.

## Clubes
| Club                              | País        | Año       |
| --------------------------------- | ----------- | --------- |
| Los Andes                         | Argentina   | 1965-1967 |
| Almagro                           | Argentina   | 1969      |
| Colón                             | Argentina   | 1970      |
| Municipal                         | Guatemala   | 1970-1980 |
| Negocios Internacionales (cesión) | El Salvador | 1974-1975 |

## Palmarés

### Títulos nacionales
| Título                    | Equipo    | País      | Año  |
| ------------------------- | --------- | --------- | ---- |
| Liga Nacional             | Municipal | Guatemala | 1973 |
| Liga Nacional             | Municipal | Guatemala | 1974 |
| Liga Nacional             | Municipal | Guatemala | 1976 |
| Copa Campeón de Campeones | Municipal | Guatemala | 1977 |

### Títulos internacionales
| Título                           | Equipo    | País      | Año  |
| -------------------------------- | --------- | --------- | ---- |
| Copa Fraternidad Centroamericana | Municipal | Guatemala | 1974 |
| Copa de Campeones de la Concacaf | Municipal | Guatemala | 1974 |
| Copa Fraternidad Centroamericana | Municipal | Guatemala | 1977 |